# Płaciszewo
Płaciszewo es un pueblo de Polonia, en Mazovia.  Se encuentra en el distrito (Gmina) de Glinojeck, perteneciente al condado (Powiat) de Ciechanów. Se encuentra aproximadamente a 9 km al sureste de Glinojeck, 21 km al noroeste de Ciechanów, y a 74 km  al noroeste de Varsovia. Su población es de 80 habitantes.
Entre 1975 y 1998 perteneció al voivodato de Ciechanów.